# 능구렁이

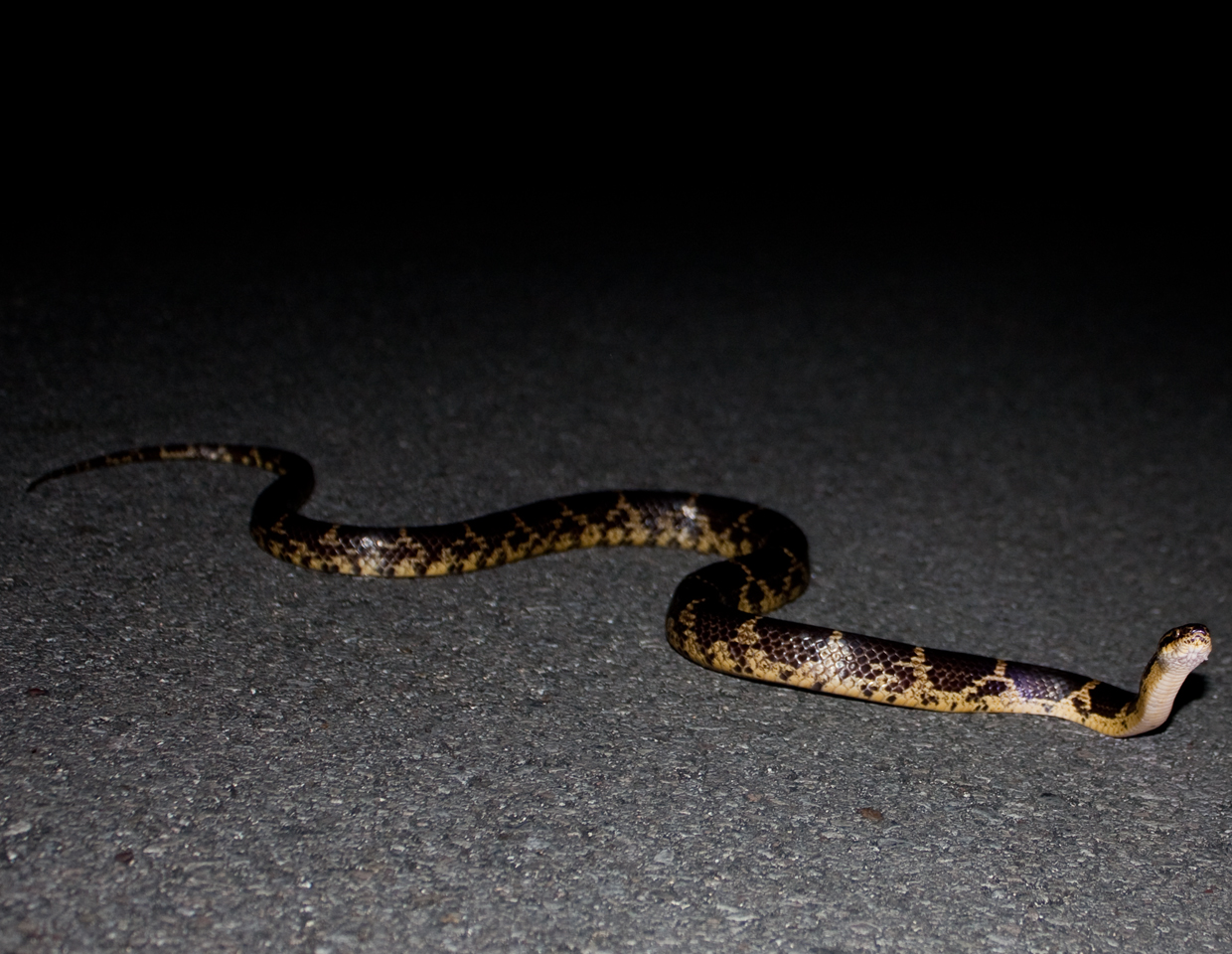
Lycodon rufozonatum walli

능구렁이(학명: Lycodon rufozonatum)는 뱀과의 파충류이다. 능사 또는 능구리라고도 불린다. 이름과는 달리 구렁이와는 속 단계에서 갈라지는 다른 종이다. 한국, 중국, 대만, 베트남 등에 분포한다. 동아시아에 분포하는 원명아종과 류큐 열도에 분포하는 L.r. walli 아종이 있다.

## 특징
몸길이 120 cm 가량이고 가끔씩 많이 먹거나 오래 산 녀석들은 2 m 를 넘는 녀석들도 있다. 머리는 넓고 주둥이 끝은 둥글고 가늘며 끝이 뾰족하다. 등은 적갈색이고, 굵은 띠 모양의 검은색 반문이 몸통에 50~70개, 꼬리에 18~20개 정도 있다. 동작이 느리고 독은 없다고 하지만 사실 독사일 가능성이 있다고 한다. 낮에는 숨어 있다가 밤이 되면 활동을 시작한다. 먹이로는 뱀, 개구리, 두꺼비, 물고기, 알, 소형 조류(보통 새끼 새들을 잡아먹는다.), 소형 포유류(두더지나, 쥐 따위를 먹는다.), 도마뱀 등을 먹으며 주식으로는 뱀 중 독이 가장 강력한 것으로 알려진 까치살모사를 주식으로 잡아먹으며 별로 좋아하지 않는 먹이로는 소형 조류들이 있다. 그래도 만약 먹이가 근처에 없어, 먹을 게 정말 소형 조류들 밖에 없다면 어쩔수 없이 먹는 것이다. 알은 약 10개를 낳으며, 다른 뱀들에 비해 온도에 민감하여 가장 먼저 겨울잠에 들어가고 가장 늦게 겨울잠에서 깨어난다.
한국에서는 울릉도와 제주도를 제외한 지역의 인가 근처 논두렁 등에 흔히 볼 수 있다.